# 本間一夫文化賞
本間一夫文化賞（ほんまかずおぶんかしょう）は、社会福祉法人日本点字図書館が創設した賞である。

## 創設
日本点字図書館は、本間一夫により創設された図書館である。通常の図書館と異なり、点字図書や録音図書の貸し出しや製作など、視覚障害者のためのさまざまな活動を行っている。これらの事業の一環として、本間の業績を称えるとともに、視覚障害者の文化の発展に対し多大な貢献を行った者を顕彰するため、本間一夫文化賞が創設された。
創設には読売光と愛の事業団が協力した。

## 著名な受賞
これまでに、全盲のヴァイオリニストである和波孝禧や、同じく全盲の社会学者である石川准などが受賞している。なお、視覚障害者だけでなく、視覚障害者らに貢献した健常者も授賞対象とされている。一例として、ボランティア数十名を収容できる作業所を自宅敷地内に建設してまで点訳に没頭し、10年かけて『岩波数学辞典』の点字化を達成するなどの業績を残した稲吉美奈子が受賞している。また、個人だけでなく団体も授賞対象に含まれており、これまでに点字器の製作で知られる仲村点字器製作所が法人として受賞している。

## 歴代受賞者
| 本間一夫文化賞受賞者 | 本間一夫文化賞受賞者                        | 本間一夫文化賞受賞者 |
| 回                   | 氏名・団体名                                | 受賞日               |
| -------------------- | ------------------------------------------- | -------------------- |
| 1                    | 阿佐博                                      | 2004年               |
| 2                    | 株式会社仲村点字器製作所                    | 2005年               |
| 3                    | 和波孝禧                                    | 2006年               |
| 4                    | 稲吉美奈子                                  | 2007年               |
| 5                    | 川野楠己                                    | 2008年               |
| 6                    | 石川准                                      | 2009年               |
| 7                    | 榑松武男                                    | 2010年               |
| 8                    | 竹下義樹                                    | 2011年               |
| 9                    | 浅川智恵子                                  | 2012年               |
| 10                   | 山内繁                                      | 2013年               |
| 11                   | 高橋秀治                                    | 2014年               |
| 12                   | 福島智                                      | 2015年               |
| 13                   | 岩田美津子                                  | 2016年               |
| 14                   | 藤野稔寛                                    | 2017年               |
| 15                   | 星川安之                                    | 2018年               |
| 16                   | 大内進                                      | 2019年               |
| 17                   | 岸博実                                      | 2020年               |
| 18                   | 桜井記念 視覚障がい者のための手でみる博物館 | 2021年               |
| 19                   | 株式会社小林鉄工所・代表取締役社長 小林博紀 | 2022年               |
| 20                   | 武久源造                                    | 2023年               |
| 21                   | 塩谷靖子                                    | 2024年               |